# حرکت‌شناسی

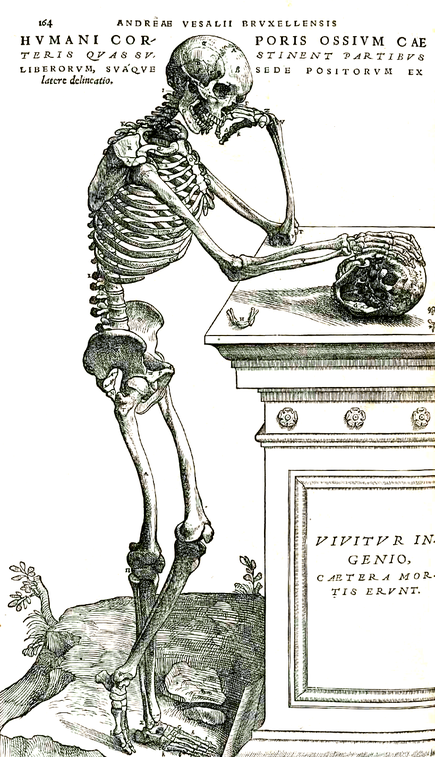
حرکت‌شناسی

حرکت‌شناسی یا کینِزیولوژی (به انگلیسی: Kinesiology) شاخه‌ای از علم است که به مطالعه حرکت بدن انسان می‌پردازد. این علم اصول و سازوکارهای فیزیولوژیکی، کالبدشناختی، زیست‌مکانیکی، آسیب‌شناختی و روان‌شناختی عصبی حرکت را بررسی می‌کند.
علم حرکت‌شناسی نقش مهمی در بهبود کیفیت زندگی افراد و پیشگیری از آسیب‌های حرکتی دارد. کارشناسان این رشته با دانش و مهارت خود به افراد کمک می‌کنند تا زندگی سالم‌تر و فعال‌تری داشته باشند.
حرکت‌شناسی کاربردهای زیادی در حوزه سلامت انسان دارد، از جمله:
- بیومکانیک و ارتوپدی: بررسی حرکت بدن برای بهبود عملکرد و پیشگیری از آسیب‌ها
- قدرت و آمادگی جسمانی: طراحی برنامه‌های ورزشی برای افزایش قدرت و استقامت
- روان‌شناسی ورزشی: بررسی تأثیر عوامل روانی بر عملکرد ورزشی
- کنترل حرکتی: بررسی چگونگی کنترل مغز بر حرکت عضلات
- کسب مهارت و یادگیری حرکتی: بررسی فرایند یادگیری مهارت‌های حرکتی جدید
- روش‌های توانبخشی: استفاده از حرکت برای بهبود آسیب‌ها و بیماری‌ها
- فیزیولوژی ورزش و تمرین: بررسی تأثیر ورزش بر بدن

در مطالعات حرکت‌شناسی از روش‌های مختلفی مانند سامانه‌های ردیابی حرکت، الکتروفیزیولوژی ماهیچه‌ها و مغز، و روش‌های دیگر برای بررسی عملکرد فیزیولوژیکی و شناختی استفاده می‌شود.
این علم را به یونان باستان نسبت می‌دهند. ارسطو به عنوان پدر علم حرکت‌شناسی شناخته می‌شود. ازجمله کاربردهای این علم در فیزیوتراپی، علوم ورزشی، کاردرمانی، مهندسی پزشکی و ارتوپدی فنی است.
علم حرکت‌شناسی، با بهره‌گیری از علوم پایه مانند سلول‌شناسی، زیست‌شناسی مولکولی، شیمی، بیوشیمی، بیوفیزیک، بیومکانیک، زیست‌شناسی ریاضی و نظری، آمار زیستی، کالبدشناسی، فیزیولوژی، فیزیولوژی ورزشی، پاتوفیزیولوژی، علوم اعصاب و علم تغذیه، به مطالعهٔ علمی حرکت، عملکرد و کارکرد بدن انسان می‌پردازد. مدرک کارشناسی در حرکت‌شناسی می‌تواند زمینه‌ساز خوبی برای تحصیلات تکمیلی در تحقیقات زیست‌پزشکی و همچنین برنامه‌های حرفه‌ای باشد.
حرکت‌شناسان مسائل فیزیکی را ارزیابی می‌کنند و راه حل‌هایی را برای کمک به بیماران در رسیدن به اهداف مورد نظر شان در بدست آوردن سلامتی بیشتر پیشنهاد می‌دهند.
اصطلاح «حرکت‌شناس» در بسیاری از کشورها، به جز کانادا، یک عنوان دارای مجوز یا حرفه‌ای نیست. افرادی که در این زمینه آموزش دیده‌اند می‌توانند به تدریس تربیت بدنی بپردازند، به عنوان مربی شخصی و مربی ورزشی کار کنند، خدمات مشاوره‌ای ارائه دهند، تحقیق کنند و سیاست‌هایی را در رابطه با توانبخشی، عملکرد حرکتی انسان، ارگونومی و سلامت و ایمنی شغلی تدوین کنند. در آمریکای شمالی، حرکت‌شناسان ممکن است برای کسب مدرک کارشناسی علوم، کارشناسی ارشد یا دکتری در حرکت‌شناسی یا مدرک کارشناسی تحصیل کنند، در حالی که در استرالیا یا نیوزیلند، اغلب به آنها مدرک علوم کاربردی (حرکت انسان) (یا بالاتر) اعطا می‌شود. بسیاری از اعضای هیئت علمی دکترا در برنامه‌های حرکت‌شناسی آمریکای شمالی، آموزش دکترای خود را در رشته‌های مرتبط مانند علوم اعصاب، مهندسی مکانیک، روان‌شناسی و فیزیولوژی دریافت کرده‌اند.
در سال ۱۹۶۵، دانشگاه ماساچوست در امهرست اولین دپارتمان علوم ورزشی (حرکت‌شناسی) ایالات متحده را تحت رهبری محققان و دانشگاهیان پیشرو در زمینه علوم ورزشی ایجاد کرد.  در سال ۱۹۶۷، دانشگاه واترلو اولین دپارتمان حرکت‌شناسی کانادا را راه‌اندازی کرد.
کینزیولوژی یا حرکت‌شناسی شامل علوم زیر است:
- کالبدشناسی[۳] (تشریح). شاخه ای از علوم زیستی است که به بررسی ساختار و شیوه کار تن و بدن جانداران می‌پردازد
- فیزیولوژی[۴](کار اندام‌شناسی). دانش عملکرد سامانه‌های زنده است. و یکی از مهم‌ترین شاخه‌های زیست‌شناسی است که به مطالعهاعمال حیاتی موجود زنده می‌پردازد.
- مفصل‌شناسی[۵] (آرترولوژی). مفصل‌شناسی یعنی مطالعه علمی مفاصل، بیماری‌های مفصلی و درمان آنها.
- بیومکانیک.[۶] این علم یعنی کاربرد مفاهیم علم مکانیک برای بررسی حرکات موجودات زنده (به خصوص انسان).
- نورولوژی[۷](عصب‌شناسی). دانش مطالعه ساختار، کارکرد و بیماریهای دستگاه عصبی جانداران است.
- انسان‌شناسی[۸] (آنتروپولوژی). انسان‌شناسی، دانش مربوط به نژاد انسانی است.

## سازگاری از طریق ورزش

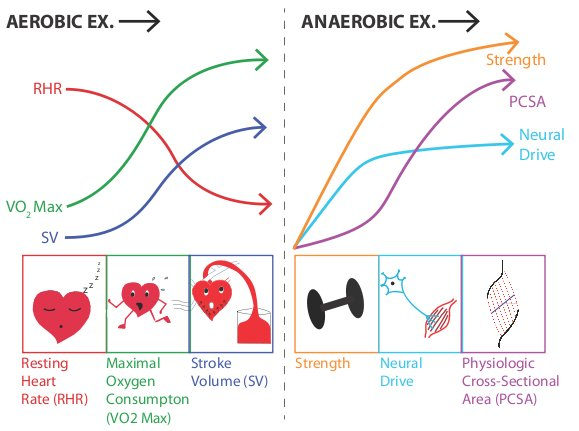
خلاصه‌ای از سازگاری‌های بلندمدت با تمرینات هوازی و بی‌هوازی منظم. تمرینات هوازی می‌تواند باعث چندین سازگاری قلبی عروقی مرکزی، از جمله افزایش در حجم ضربه‌ای (SV) و ظرفیت هوازی حداکثر (حداکثر اکسیژن مصرفی)، و همچنین کاهش در ضربان قلب (RHR) شود.

سازگاری از طریق ورزش، یک اصل کلیدی در علم حرکت‌شناسی است که به بهبود آمادگی جسمانی در ورزشکاران و همچنین سلامت و تندرستی در افراد بیمار کمک می‌کند. ورزش یک روش ساده و مؤثر برای درمان بسیاری از اختلالات حرکتی و مشکلات اسکلتی-عضلانی است، زیرا مغز قابلیت انعطاف‌پذیری عصبی دارد و دستگاه اسکلتی-عضلانی بدن نیز می‌تواند با ورزش سازگار شود. ثابت شده است که ورزش درمانی، کنترل عصبی-حرکتی و توانایی‌های حرکتی را در افراد سالم و بیمار بهبود می‌بخشد.
ورزش‌های هوازی (مانند دویدن و شنا) به بهبود استقامت قلبی-عروقی کمک می‌کنند، در حالی که تمرینات قدرتی بی‌هوازی (مانند وزنه‌برداری) باعث افزایش قدرت، توان و حجم عضلات می‌شوند. همچنین، سازگاری‌های عصبی ناشی از ورزش، سریع‌تر از تغییرات عضلانی (هایپرتروفی) اتفاق می‌افتند و به بهبود عملکرد حرکتی کمک می‌کنند.
سازگاری از طریق تمرین بدنی یک اصل کلیدی در حرکت‌شناسی است که به بهبود آمادگی جسمانی در ورزشکاران و همچنین سلامت و تندرستی در جمعیت‌های بالینی مرتبط می‌شود. ورزش یک مداخله ساده و تثبیت شده برای بسیاری از اختلال‌های حرکتی و شرایط اسکلتی عضلانی به دلیل انعطاف‌پذیری عصبی مغز و قابلیت تطبیق‌پذیری دستگاه ماهیچه‌ای-استخوانی انسان است. نشان داده شده است که تمرین درمانی، کنترل عصبی-حرکتی و قابلیت‌های حرکتی را در جمعیت‌های سالم و بیمار را بهبود می‌بخشد.
در علم حرکت‌شناسی، انواع مختلفی از تمرینات برای بهبود سلامت و عملکرد افراد در نظر گرفته می‌شود. تمرینات هوازی (مانند دویدن و شنا) برای افزایش استقامت قلب و عروق مفید هستند. تمرینات قدرتی بی‌هوازی (مانند وزنه‌برداری) باعث افزایش قدرت، توان و حجم عضلات بدون چربی می‌شوند. تمرینات تعادلی (مانند یوگا و تای‌چی) به کاهش خطر سقوط و بهبود کنترل عصبی-عضلانی کمک می‌کنند. همچنین، تمرینات انعطاف‌پذیری (مانند حرکات کششی) می‌توانند دامنه حرکتی را افزایش دهند و خطر آسیب‌دیدگی را کاهش دهند.
به‌طور کلی، برنامه‌های ورزشی می‌توانند علائم افسردگی را کاهش دهند و خطر بیماری قلبی-عروقی و اختلال متابولیک را کاهش دهند. علاوه بر این، آن‌ها می‌توانند به بهبود کیفیت زندگی، عادات خواب، عملکرد دستگاه ایمنی و ترکیب بدن کمک کنند.
مطالعه پاسخ‌های فیزیولوژیکی به ورزش و کاربردهای درمانی آن‌ها به عنوان فیزیولوژی ورزشی شناخته می‌شود که یک حوزه تحقیقاتی مهم در حرکت‌شناسی است.

### انعطاف‌پذیری عصبی

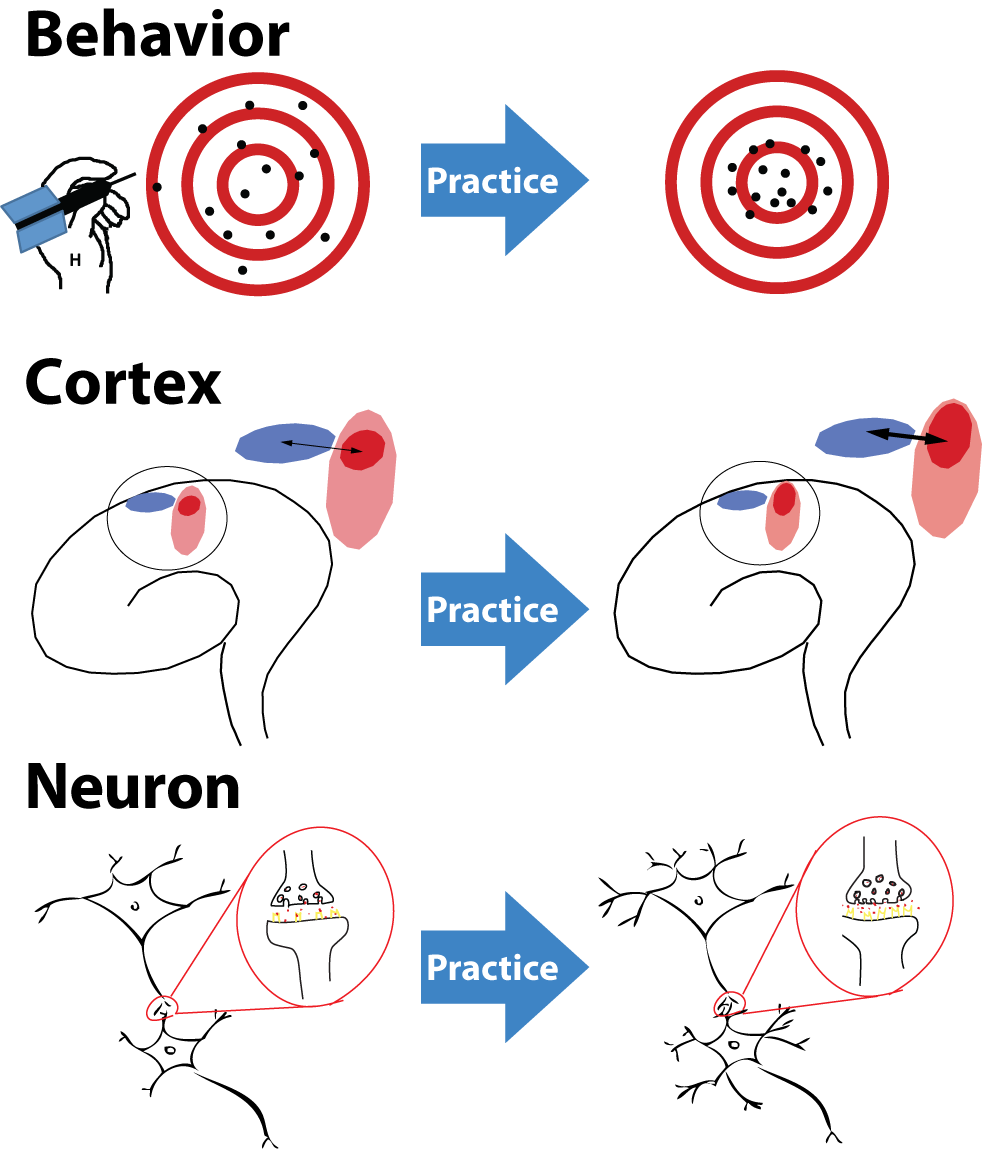
انعطاف‌پذیری تطبیقی در کنار تمرین در سه سطح. در سطح رفتار، عملکرد (به عنوان مثال، نرخ موفقیت، دقت) پس از تمرین بهبود یافته است. در سطح قشر مغز، نواحی بازنمایی حرکتی عضلات فعال بزرگ شده‌اند؛ اتصال عملکردی بین قشر حرکتی اولیه (M1) و ناحیه حرکتی تکمیلی (SMA) تقویت می‌شود. در سطح نورونی، تعداد دندریت‌ها و انتقال‌دهنده‌های عصبی با تمرین افزایش می‌یابد.

انعطاف‌پذیری عصبی یک اصل علمی کلیدی است که در حرکت‌شناسی برای توصیف چگونگی ارتباط حرکت و تغییرات در مغز استفاده می‌شود. مغز انسان بر اساس این اصل، مهارت‌های حرکتی جدید را تطبیق می‌دهد و به دست می‌آورد. مغز می‌تواند در معرض محرک‌ها و تجربیات جدید قرار گیرد و بنابراین از آنها بیاموزد و مسیرهای عصبی جدیدی ایجاد کند که منجر به سازگاری مغز شود. این سازگاری‌ها و مهارت‌های جدید شامل تغییرات مغزی سازگار و ناسازگار است.
به عبارت دیگر، مغز ما توانایی شگفت‌انگیزی در یادگیری و تغییر دارد. این توانایی که انعطاف‌پذیری عصبی نامیده می‌شود، به ما اجازه می‌دهد تا مهارت‌های حرکتی جدید را یاد بگیریم و با محیط اطرافمان سازگار شویم. در واقع، با تمرین و تکرار، مغز ما مسیرهای عصبی جدیدی ایجاد می‌کند و ارتباطات بین سلول‌های عصبی را تقویت می‌کند. این تغییرات می‌توانند هم مثبت و هم منفی باشند، به این معنی که مغز ما می‌تواند هم به شیوه‌های مفید و هم به شیوه‌های مضر تغییر کند.
انعطاف‌پذیری ناسازگار:
انعطاف‌پذیری ناسازگار به تغییراتی در مغز اشاره دارد که اثرات منفی یا پیامدهای مضر در رفتار دارند. ناهنجاری‌های حرکتی ممکن است در افراد با یا بدون آسیب مغزی به دلیل بازسازی غیرطبیعی در دستگاه عصبی مرکزی رخ دهد. «عدم استفادهٔ آموخته‌شده» نمونه‌ای است که معمولاً در بین بیماران مبتلا به آسیب مغزی، مانند سکته مغزی، دیده می‌شود. بیماران مبتلا به سکته مغزی پس از تجربه ناموفق در استفاده از دست فلج، یادمی‌گیرند که حرکت اندام فلج را سرکوب کنند؛ این ممکن است باعث کاهش فعال‌سازی عصبی در نواحی مجاور قشر حرکتی آسیب‌دیده شود.

یک پویانمایی که مفهوم افزونگی حرکتی را نشان می‌دهد: عمل حرکتی تماس انگشت با یک نقطه در فضا می‌تواند با استفاده از انواع مختلفی از پیکربندی‌های اندام انجام شود.

در علم حرکت‌شناسی و کنترل حرکتی، مفهوم «افزونگی حرکتی» به این معناست که برای انجام هر کاری، بدن انسان می‌تواند از روش‌های بسیار متنوعی استفاده کند. این تنوع در سطوح مختلف دستگاه حرکتی وجود دارد:
- تنوع حرکات مفاصل: برای رسیدن به یک نقطه خاص (مثلاً با دست یا انگشت)، می‌توان از ترکیب‌های مختلفی از حرکات مفاصل استفاده کرد.
- تنوع فعالیت عضلات: برای ایجاد یک نیروی مشخص در مفصل، می‌توان از ترکیب‌های مختلفی از فعالیت عضلات استفاده کرد.
- تنوع واحدهای حرکتی: برای تولید یک نیروی مشخص در یک عضله، می‌توان از ترکیب‌های مختلفی از واحدهای حرکتی (گروهی از رشته‌های عضلانی که توسط یک عصب کنترل می‌شوند) استفاده کرد.

مطالعات زیادی دربارهٔ افزونگی حرکتی انجام شده است. هدف این مطالعات معمولاً این است که بفهمیم هر یک از عناصر حرکتی (مثلاً عضلات) چه سهمی در حرکات مختلف بدن دارند و چگونه می‌توان این سهم‌ها را با یک نظریه جامع پیش‌بینی کرد. دو نظریه اصلی در این زمینه وجود دارد:
- ساده‌سازی: این نظریه می‌گوید که حرکات پیچیده از ترکیب حرکات ساده‌تر ساخته می‌شوند. این کار باعث می‌شود که مغز بتواند حرکات را راحت‌تر کنترل کند.
- بهینه‌سازی: این نظریه می‌گوید که حرکات بدن به گونه‌ای انجام می‌شوند که یک پارامتر کنترلی (مانند مصرف انرژی یا خطا در انجام حرکت) به حداقل برسد.[۲۱]

این دو نظریه با هم در تضاد نیستند و هر دو می‌توانند در توضیح چگونگی کنترل حرکات توسط دستگاه عصبی مفید باشند.
در کانادا، حرکت‌شناسی علاوه بر یک حوزه مطالعاتی، یک تخصص حرفه‌ای نیز محسوب می‌شود. در استان انتاریو، این حوزه به‌طور رسمی به عنوان «ارزیابی حرکت و عملکرد انسان و توانبخشی و مدیریت آن برای حفظ، بازتوانی یا ارتقای حرکت و عملکرد» تعریف شده است.
حرکت‌شناسان به عنوان متخصصان سلامت در زمینه‌های مختلفی فعالیت می‌کنند. آن‌ها در بیمارستان‌ها، کلینیک‌ها و مراکز خصوصی به عنوان ارائه‌دهندگان خدمات توانبخشی به افرادی که دچار مشکلات اسکلتی-عضلانی، قلبی و عصبی هستند، کمک می‌کنند. همچنین، به افرادی که در محل کار یا تصادفات رانندگی آسیب دیده‌اند، خدمات توانبخشی ارائه می‌دهند. حرکت‌شناسان در زمینه‌های دیگری مانند ارزیابی عملکرد، درمان ورزشی، ارگونومی، بازگشت به کار، مدیریت پرونده و ارزیابی پزشکی-قانونی نیز فعالیت دارند. آن‌ها را می‌توان در بیمارستان‌ها، مراکز مراقبت طولانی‌مدت، کلینیک‌ها، محل کار و مراکز اجتماعی یافت. علاوه بر این، حرکت‌شناسی در حوزه سلامت و تناسب اندام برای ورزشکاران در تمام سطوح کاربرد دارد، اما بیشتر در آموزش ورزشکاران حرفه‌ای دیده می‌شود.

## صدور مجوز و مقررات
کانادا:
در کانادا، حرکت‌شناسی در استان انتاریو به عنوان یک حرفه بهداشتی تحت نظارت شناخته می‌شود. در تابستان ۲۰۰۷، به حرکت‌شناسی حق تنظیم و نظارت در استان انتاریو اعطا شد و پیشنهادهای مشابهی برای سایر استان‌ها ارائه شده است. کالج حرکت‌شناسان انتاریو در ۱ آوریل ۲۰۱۳ تأسیس شد و از آن زمان، عنوان حرفه‌ای «حرکت‌شناس» تحت حمایت قانون قرار گرفت. در انتاریو، فقط اعضای این کالج می‌توانند خود را «حرکت‌شناس ثبت شده» بنامند. افرادی که مدرک حرکت‌شناسی دارند، می‌توانند در زمینه‌های تحقیقاتی، صنعت تناسب اندام، محیط‌های بالینی و صنعتی کار کنند. آن‌ها همچنین در توانبخشی قلبی، بهداشت و ایمنی، بیمارستان‌ها، مراکز مراقبت طولانی‌مدت و مراکز بهداشتی جامعه فعالیت می‌کنند.

## ارتقای سلامت

تحلیل حرکت ضبط شده انسان، که پیشگام آن ادوارد مایبریج بود، در علم حرکت‌شناسی برجسته است.

متخصصین حرکت‌شناسی در صنعت ارتقای سلامت با افراد همکاری می‌کنند تا سلامت، تناسب اندام و رفاه فرد را بهبود بخشند. این متخصصین را می‌توان در مراکز تناسب اندام، مراکز آموزش شخصی/سلامت شرکتی و صنعت یافت.
متخصصین این رشته در حوزه‌های مختلفی فعالیت می‌کنند:
- بهبود سلامت و تندرستی: این متخصصین با افراد مختلف کار می‌کنند تا به آن‌ها کمک کنند تا سلامت، تناسب اندام و حس خوب خود را بهبود ببخشند. آن‌ها را می‌توان در باشگاه‌های ورزشی، مراکز سلامتی شرکت‌ها و حتی در صنعت یافت.
- توانبخشی: متخصصین حرکت‌شناسی به افرادی که با مشکلات حرکتی مواجه هستند کمک می‌کنند تا عملکرد فیزیکی خود را بازیابند. آن‌ها در خانه‌های افراد، کلینیک‌های توانبخشی و محل کار با آن‌ها همکاری می‌کنند و در کنار فیزیوتراپیست‌ها و کاردرمانگرها فعالیت دارند.
- ارگونومی: این متخصصین در محیط‌های کاری حضور دارند تا طراحی ایستگاه‌های کاری را بررسی کنند و پیشنهاداتی برای بهبود آن‌ها و استفاده از وسایل کمکی ارائه دهند.
- بهداشت و ایمنی: متخصصین حرکت‌شناسی با صنایع مختلف همکاری می‌کنند تا خطرات موجود را شناسایی کرده و راهکارهایی برای بهبود سلامت و ایمنی کارکنان ارائه دهند.
- مدیریت ناتوانی: این متخصصین برنامه‌هایی را برای کمک به افراد آسیب‌دیده طراحی می‌کنند تا بتوانند به بهترین شکل ممکن به زندگی عادی خود بازگردند.
- مدیریت، تحقیق و اداره: متخصصین حرکت‌شناسی در همه زمینه‌های ذکر شده فعالیت می‌کنند، تحقیقات انجام می‌دهند و حتی کسب و کارهای مرتبط را مدیریت می‌کنند.
- آموزش بهداشت: این متخصصین به مردم دربارهٔ روش‌های زندگی سالم آموزش می‌دهند و برنامه‌هایی برای ارتقای سلامت افراد و جامعه طراحی و اجرا می‌کنند. آن‌ها با جمع‌آوری اطلاعات و گفتگو با افراد و جوامع مختلف، نیازهای بهداشتی آن‌ها را شناسایی می‌کنند.
- تمرینات ورزشی: متخصصین حرکت‌شناسی در این حوزه با پزشکان همکاری نزدیکی دارند. آن‌ها تلاش می‌کنند تا از آسیب‌دیدگی ورزشکاران پیشگیری کنند، در صورت بروز آسیب آن را تشخیص دهند و درمان مناسب را ارائه دهند.
- مربیگری و استعدادیابی ورزشی: این متخصصین استعدادهای ورزشی را کشف و پرورش می‌دهند و به ورزشکاران در مسیر پیشرفتشان کمک می‌کنند. آن‌ها به ورزشکاران آماتور و حرفه‌ای مهارت‌های لازم برای موفقیت را آموزش می‌دهند و برخی از آن‌ها در زمینه استعدادیابی نیز فعالیت می‌کنند.
- معلم تربیت بدنی: متخصصین حرکت‌شناسی که به عنوان معلم تربیت بدنی فعالیت می‌کنند، مسئول آموزش ورزش، تناسب اندام و سلامت به دانش‌آموزان هستند. آن‌ها با آموزش انتخاب‌های سالم به دانش‌آموزان کمک می‌کنند تا از نظر جسمی و ذهنی سالم بمانند.
- فیزیوتراپی: این متخصصین به تشخیص و درمان مشکلات حرکتی می‌پردازند. آن‌ها با استفاده از روش‌های مختلف به بیماران کمک می‌کنند تا حرکت خود را بازیابند و عملکرد مفاصلشان بهبود یابد.

## تاریخچه

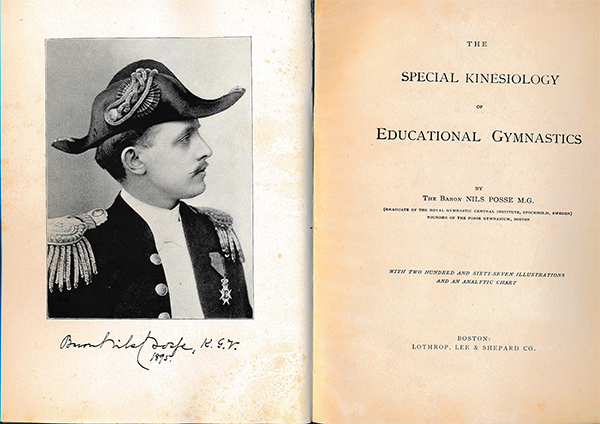
در سال ۱۸۸۶، نیلز پوسه، یکی دیگر از متخصصین سوئدی، اصطلاح حرکت‌شناسی را به آمریکا معرفی کرد. او کتابی با عنوان «کینزیولوژی، ویژه ژیمناستیک آموزشی» نوشت که اولین کتابی بود که از این واژه در عنوان خود استفاده می‌کرد.

علم حرکت‌شناسی، دانشی که امروزه با آن آشنا هستیم، ریشه در سوئد دارد.
مؤسسه مرکزی سلطنتی ژیمناستیک (GCI) در سال ۱۸۱۳ در استکهلم سوئد توسط پهر هنریک لینگ تأسیس شد. این اولین مدرسه فیزیوتراپی در جهان بود که صدها ژیمناست پزشکی را آموزش داد که فیزیوتراپی سوئدی را در سراسر جهان گسترش دادند. در سال ۱۸۸۷، سوئد اولین کشوری در جهان بود که مجوز دولتی ملی را به فیزیوتراپیست‌ها اعطا کرد.
در سال ۱۸۵۴، کارل آگوست گئورگی، متخصص سوئدی، واژه "Kinesiology" را از کلمه سوئدی "Rörelselära" به معنای "علم حرکت" اقتباس کرد. این علم در واقع پایه و اساس ژیمناستیک پزشکی، فیزیوتراپی و درمان فیزیکی بود که در سوئد توسعه یافت.
در آن زمان، این علم شامل حدود ۲۰۰۰ حرکت فیزیکی و ۵۰ نوع مختلف ماساژ درمانی بود که برای درمان اختلالات و بیماری‌های مختلف به کار می‌رفت. این روش‌ها نه تنها بر دستگاه حرکتی، بلکه بر دستگاه عصبی، اندام‌ها و غدد بدن نیز تأثیر می‌گذاشتند؛ بنابراین، حرکت‌شناسی کلاسیک نه تنها یک سامانه توانبخشی برای بدن بود، بلکه یک درمان جدید برای بیماری‌ها نیز محسوب می‌شد.
در سال ۱۸۸۶، بارون سوئدی نیلز پوسه (۱۸۶۲–۱۸۹۵) اصطلاح Kinesiology (حرکت‌شناسی) را در ایالات متحده معرفی کرد. او فارغ‌التحصیل مؤسسه مرکزی سلطنتی ژیمناستیک در استکهلم سوئد و بنیانگذار ژیمنازیوم پوسه در بوستون، ماساچوست بود.
در سال ۱۹۳۰، آکادمی ملی حرکت‌شناسی در آمریکا تأسیس شد. هدف این آکادمی، ترویج مطالعه و کاربردهای آموزشی حرکت انسان و فعالیت بدنی و همچنین تجلیل از افرادی است که در این زمینه سهم قابل توجهی داشته‌اند. عضویت در این آکادمی یک دستاورد بزرگ در این رشته محسوب می‌شود.
به این ترتیب، علم حرکت‌شناسی از ریشه‌های سوئدی خود به یک رشته علمی بین‌المللی تبدیل شد که امروزه در زمینه‌های مختلفی از جمله سلامت، ورزش، توانبخشی و آموزش کاربرد دارد.
فناوری ضبط حرکت در اندازه‌گیری حرکت انسان و در نتیجه علم حرکت‌شناسی کاربرد دارد. در گذشته، آزمایشگاه‌های ضبط حرکت داده‌های با دقت بالا را ثبت می‌کردند. این سیستم‌ها در حالی که دقیق و قابل اعتماد هستند، می‌توانند هزینه‌های سرمایه‌ای و عملیاتی بالایی داشته باشند. سیستم‌های امروزی دسترسی به فناوری ضبط حرکت را افزایش داده‌اند.

## فعالیت بدنی تطبیقی
فعالیت بدنی تطبیقی (APA) شاخه‌ای از علم حرکت‌شناسی است که به فعالیت بدنی اصلاح شده یا طراحی شده برای رفع نیازهای افراد دارای معلولیت اشاره دارد. این اصطلاح در زمینه آموزش تربیت بدنی سرچشمه گرفته و معمولاً در زمینه آموزش تربیت بدنی و توانبخشی برای اشاره به فعالیت‌ها و تمرینات بدنی که برای افراد دارای معلولیت اصلاح یا تطبیق داده شده‌اند، استفاده می‌شود. این فعالیت‌ها اغلب توسط متخصصان آموزش دیده، مانند مربیان تربیت بدنی تطبیقی، کاردرمانگرها یا فیزیوتراپیست‌ها هدایت می‌شوند.
در سال ۱۹۷۳، فدراسیون بین‌المللی فعالیت بدنی تطبیقی (IFAPA) تشکیل شد و به عنوان یک رشته/حرفه توصیف می‌شود که هدف آن تسهیل فعالیت بدنی در بین افراد با طیف وسیعی از تفاوت‌های فردی، با تأکید بر توانمندسازی، خودمختاری و دسترسی به فرصت‌ها است.
یک تعریف رایج از APA عبارت است از: «مجموعه‌ای میان‌رشته‌ای از دانش عملی و نظری که به سمت اختلالات، محدودیت‌های فعالیت و محدودیت‌های مشارکت در فعالیت بدنی هدایت می‌شود. این یک حرفه ارائه خدمات و یک زمینه دانشگاهی است که از نگرش پذیرش تفاوت‌های فردی حمایت می‌کند، از دسترسی به سبک زندگی فعال و ورزش حمایت می‌کند و ارائه خدمات، حمایت‌ها و توانمندسازی نوآورانه و مشارکتی را ترویج می‌کند. فعالیت بدنی تطبیقی شامل، اما محدود به، تربیت بدنی، ورزش، تفریح، رقص، هنرهای خلاق، تغذیه، پزشکی و توانبخشی نیست.» این تعریف با طبقه‌بندی بین‌المللی عملکرد، ناتوانی و سلامت سازمان بهداشت جهانی مطابقت دارد که در آن ناتوانی به عنوان تعامل بین اختلالات یا شرایط با محدودیت‌های فعالیت، محدودیت‌های مشارکت و عوامل زمینه‌ای دیده می‌شود.

### بررسی اجمالی
اصطلاح APA در طول سال‌ها تکامل یافته است و در برخی کشورها می‌تواند با اصطلاحات جایگزینی که شامل مجموعه‌ای مشابه از سازه‌ها هستند، به رسمیت شناخته شود، به عنوان مثال، ورزش برای افراد دارای معلولیت، ورزش درمانی و روان‌درمانی. APA به عنوان (i) فعالیت‌ها یا ارائه خدمات، (ii) یک حرفه و (iii) یک زمینه دانشگاهی با یک مجموعه دانش منحصر به فرد که با اصطلاحاتی مانند تربیت بدنی تطبیقی یا پارا ورزش متفاوت است، در نظر گرفته می‌شود. اصولاً، APA یک اصطلاح چتر است که اصطلاحات ذکر شده در نظر گرفته شده به عنوان زیر تخصص‌ها (یعنی تربیت بدنی، پارا ورزش، تفریح و توانبخشی) را در بر می‌گیرد. APA پیشنهاد می‌شود که پیوندهای نزدیکی بین حوزه عمل و حوزه مطالعه با نظریه‌های منحصر به فرد و مجموعه‌های رو به رشدی از دانش عملی و علمی داشته باشد، که در آن پزشکان APA کسانی هستند که خدمات و فعالیت‌ها را ارائه می‌دهند، در حالی که محققان APA شیوه‌های تحقیق مبتنی بر شواهد را در بین پزشکان تولید و ترویج می‌کنند.
فعالیت بدنی تطبیقی (APA) شاخه‌ای از علم حرکت‌شناسی است که بر روی فراهم کردن امکان فعالیت بدنی برای افراد دارای معلولیت تمرکز دارد. این کار از طریق اصلاح تجهیزات ورزشی، تغییر قوانین بازی‌ها، ارائه دستورالعمل‌های مناسب و ایجاد محیط‌های فیزیکی و اجتماعی مناسب انجام می‌شود. به عنوان مثال، می‌توان از پروتزها، صندلی‌های چرخدار، مونوسکی‌ها و توپ‌های با اندازه‌های مختلف استفاده کرد، قوانین بازی‌ها را تغییر داد (مثلاً اجازه دو بار برخورد توپ به زمین در تنیس با ویلچر)، دستورالعمل‌های کلامی و غیرکلامی مختلفی را ارائه داد و محیط‌های ورزشی را برای افراد دارای معلولیت مناسب‌سازی کرد.
APA زیرشاخه‌های مختلفی دارد:
- آموزش تربیت بدنی: شامل گنجاندن دانش‌آموزان دارای معلولیت در کلاس‌های تربیت بدنی، توجه به نیازهای ویژه آن‌ها و توسعه محتوای آموزشی جدید می‌شود.
- ورزش: شامل توسعه ورزش‌های پارالمپیک و فعالیت فدراسیون‌های ورزشی برای ورزشکاران دارای معلولیت می‌شود.
- تفریح: شامل توسعه رویکرد ورزش فراگیر و برنامه‌های تغییر نگرش می‌شود.
- توانبخشی: شامل برنامه‌های فعالیت بدنی در مراکز توانبخشی و مشارکت متخصصان مرتبط با سلامت می‌شود.

نقش ورزش و فعالیت بدنی برای افراد دارای معلولیت به عنوان یک حق انسانی در کنوانسیون حقوق افراد دارای معلولیت به رسمیت شناخته شده است. APA به عنوان یک رشته علمی و حرفه‌ای، نقش مهمی در برآورده کردن نیازهای این افراد و فراهم کردن دسترسی کامل آن‌ها به فعالیت بدنی دارد.
در سراسر جهان، برنامه‌های آموزشی زیادی در زمینه APA ارائه می‌شود. این برنامه‌ها شامل دوره‌های کارشناسی، کارشناسی ارشد و دکترا در زمینه‌های مختلفی مانند ورزش‌های معلولیت، ورزش‌های تطبیقی، توانبخشی، تربیت بدنی تطبیقی و مدیریت پارا ورزش می‌شود.